# OverlayFS
En informatique, OverlayFS est un système de fichiers pour Linux. Il met en œuvre une union de montage (Union Mount) pour d'autres systèmes de fichiers.

## Histoire
OverlayFS a été fusionné dans le noyau Linux en 2014, dans la version du noyau 3.18,.
Le mécanisme principal d'OverlayFS est la fusion de l'accès de répertoire lorsque deux systèmes de fichiers sont présents dans un répertoire du même nom. OverlayFS présente les objets fournis par l'un ou l'autre, le « plus haut » système de fichiers prenant le pas sur l'autre. Contrairement aux autres systèmes de fichiers par superposition, les sous-arborescences de répertoires fusionnés par OverlayFS ne doivent pas nécessairement provenir de systèmes de fichiers différents.
Alors que la plupart des live CD des distributions linux utilisent AuFS en novembre 2016, Slackware utilise OverlayFS pour le live CD.
OverlayFS prend en charge whiteouts et les répertoires opaques dans le système de fichiers supérieur pour permettre la suppression de fichier et de répertoire .